# Velimir Zajec
Velimir Zajec (Zagabria, 12 febbraio 1956) è un allenatore di calcio ed ex calciatore jugoslavo, dal 1991 croato, di ruolo difensore.

## Carriera

### Giocatore

Zajec (secondo da sinistra) alla Dinamo Zagabria nel 1979, nella sfida di Coppa UEFA in casa del.

Cominciò la carriera calcistica nella squadra della Dinamo Zagabria, con la quale restò 11 anni, tra il 1973 e il 1984, vincendo un campionato jugoslavo e due Coppe di Jugoslavia.
Già il 23 marzo 1977, in occasione della partita contro l'Unione Sovietica, venne convocato come titolare nella Jugoslavia, dove rivestì diverse volte, tra le quali durante il campionato del mondo 1982 in Spagna, anche il ruolo di capitano. Il suo unico gol in Nazionale lo realizzò all'Italia, il 13 giugno 1979, e fu quello che sancì, all'86', il 4-1 finale in favore degli slavi.

### Allenatore
Dopo il ritiro dall'attività agonistica avvenuto nel 1988, intraprese prima la carriera di dirigente sportivo, tra il 1989 e il 1991, nella propria vecchia squadra della Dinamo Zagabria, per diventare successivamente allenatore, conducendo squadre come la stessa Dinamo, la greca Panathīnaïkos e l'inglese Portsmouth.

## Palmarès

### Giocatore

#### Club
- Campionato jugoslavo: 1

Dinamo Zagabria: 1981-1982
- Coppa dei Balcani: 1

Dinamo Zagabria: 1976
- Coppa di Jugoslavia: 2

Dinamo Zagabria: 1979-1980, 1982-1983
- Campionato greco: 1

Panathinaikos: 1985-1986
- Coppa di Grecia: 2

Panathinaikos: 1985-1986, 1987-1988

#### Nazionale
- Campionato d'Europa Under-21: 1

1978

#### Individuale
- Calciatore jugoslavo dell'anno: 1

1984
ALLENATORE
• Supercoppa Croazia
2010